# 十住心論
『十住心論』（じゅうじゅうしんろん）、正確には『秘密曼陀羅十住心論』は、空海の代表的著述のひとつで、830年ころ、淳和天皇の勅にこたえて真言密教の体系を述べた書（天長六本宗書の一）。10巻。
人間の心を、凡夫（一般人）から最終的な悟りの境地に至るまでの10段階に分けて整理・解説したもので、それぞれに当時の代表的な思想（第4段階以降が、初期仏教や大乗仏教）を配置することによって、仏教全体の体系的整理・解説をも築いている。9段階目までの顕教に対し、10段階目を言語的な伝達が可能な域を超えた密教と位置づけ、人間の心の到達できる最高の境地であるとしている。
1. 異生羝羊心 - 煩悩にまみれた心
2. 愚童持斎心 - 道徳の目覚め・儒教的境地
3. 嬰童無畏心 - 超俗志向・インド哲学、老荘思想の境地
4. 唯蘊無我心 - 小乗仏教のうち声聞の境地
5. 抜業因種心 - 小乗仏教のうち縁覚の境地
6. 他縁大乗心 - 大乗仏教のうち唯識・法相宗の境地
7. 覚心不生心 - 大乗仏教のうち中観・三論宗の境地
8. 一道無為心（如実知自心・空性無境心） - 大乗仏教のうち天台宗の境地
9. 極無自性心 - 大乗仏教のうち華厳宗の境地
10. 秘密荘厳心 - 真言密教の境地

『十住心論』の内容を簡略に示したものが、『秘蔵宝鑰』である。

## 主な刊行文献
- 『定本弘法大師全集 第2巻』 同著作研究会編、高野山密教文化研究所、1993年
- 『弘法大師空海全集 第1巻』 同編輯会（福田亮成ほか校訂・訳）、筑摩書房、1983年、復刊2001年
  - 改訂版『秘密曼荼羅十住心論　空海コレクション3・4』 筑摩書房〈ちくま学芸文庫〉、2013年
- 『原典日本仏教の思想3 空海』 川崎庸之校注、岩波書店、1991年
  - 元版『日本思想大系5　空海』 岩波書店、1975年
- 『大乗仏典 中国・日本篇18　空海　秘密曼荼羅十住心論』 津田真一訳注、中央公論社、1993年。現代語訳のみ